# سمكلو
سمكلو هي قرية في مقاطعة ميانة، إيران. عدد سكان هذه القرية هو 30 في سنة 2006.